# Christine Jorgensen
Christine Jorgensen (New York, 30 mei 1926 - San Clemente, 3 mei 1989) was een Amerikaanse transvrouw, die als eerste persoon in de Verenigde Staten bekend werd vanwege het ondergaan van een geslachtsaanpassende operatie.

## Vroege jaren
Jorgensen groeide op in The Bronx. Na het afronden van de middelbare school in 1945 werd ze tijdens de Tweede Wereldoorlog opgeroepen voor het leger. Na haar militaire dienst ging ze naar het Mohawk Valley Community College in Utica, de Progressive School of Photography in New Haven en de Manhattan Medical and Dental Assistant School in New York. Het was tijdens haar laatste studie dat ze meer te weten kwam over geslachtsaanpassende chirurgie. Jorgensen reisde naar Europa en in Kopenhagen kreeg ze toestemming om een reeks operaties te ondergaan.

## Transitie
In 1951 begon Jorgensen oestrogeen te nemen in de vorm van ethinylestradiol en begon ze zich te oriënteren op haar toekomstige operatie. Dit deed ze met de hulp van Joseph Angelo, de echtgenoot van een klasgenoot op de Manhattan Medical and Dental Assistant School. Jorgensen was in eerste instantie van plan naar Zweden te gaan, waar op dat moment de enige artsen ter wereld waren die een geslachtsaanpassende operatie uitvoerden. Tijdens een tussenstop in Kopenhagen om familieleden te bezoeken, ontmoette ze Christian Hamburger, een Deense endocrinoloog. Hierdoor bleef Jorgensen in Denemarken en onderging een hormoonvervangende therapie. Ter ere van Hamburger koos ze voor de naam Christine.
Op 24 september 1951 voerden chirurgen in het ziekenhuis van Gentofte een orchiëctomie uit. In november volgde een penectomie (penisamputatie). Ze keerde terug naar de Verenigde Staten en kreeg uiteindelijk de vaginoplastiek toen de procedure daar beschikbaar kwam. Deze werd uitgevoerd onder leiding van Angelo.

## Publiciteit
Begin jaren '50 keerde Jorgensen terug naar de Verenigde Staten, waar haar transitie voorpaginanieuws was. Een grote menigte journalisten ontmoette haar toen ze van haar vlucht kwam en ondanks dat het Deens Koningshuis op dezelfde vlucht zat, werden zij grotendeels genegeerd in het voordeel van Jorgensen. Aanvankelijk wilde ze een rustig leven leiden, maar sinds haar terugkeer kon ze alleen de kost verdienen door in het openbaar te verschijnen. Ze was meteen een beroemdheid, bekend om haar directheid en gepolijste humor.
Kort na haar aankomst lanceerde ze een succesvolle nachtclubact en verscheen ze in verscheidene tv-, radio- en theaterproducties. In 1967 verscheen haar autobiografie, Christine Jorgensen: A Personal Autobiography getiteld. Van dit boek werden een half miljoen exemplaren verkocht.
Door de publiciteit na haar transitie en geslachtsaanpassende operatie groeide Jorgensen uit tot een rolmodel. Ze was een onvermoeibare spreker op het gebied van transseksualiteit en pleitte voor meer begrip. Toch was ze niet de eerste persoon die een geslachtsbevestigende operatie onderging. Zo schreef Charlotte Charlaque naar haar ouders om haar steun uit te spreken. Ook Dora Richter, Toni Ebel en Lili Elbe hadden in de jaren 1920 en 1930 al dergelijke operaties ondergaan, allen met goed gevolg, met uitzondering van Elbe, wiens operatie rigoureuzer was dan die van de andere drie vrouwen en een transplantatie van eierstokken en een rudimentaire baarmoeder omvatte. Elbe overleed 14 maanden na haar operatie aan de gevolgen daarvan.

## Latere leven

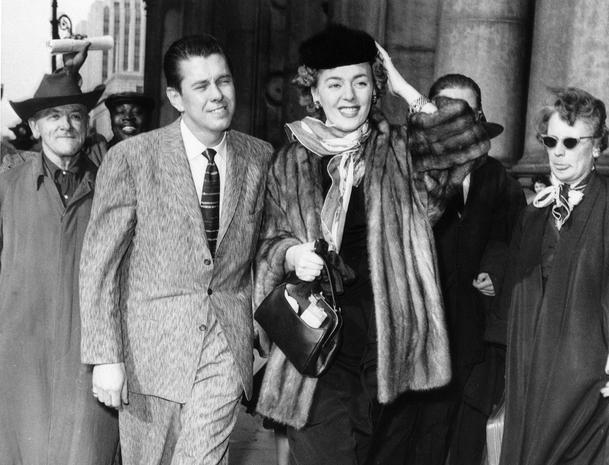
Knox en Jorgensen nadat een huwelijksvergunning werd geweigerd, april 1959.

Na haar vaginoplastiek was Jorgensen van plan te trouwen met vakbondsstatisticus John Traub, maar de verloving werd afgeblazen. In 1959 kondigde ze haar verloving aan met typist Howard J. Knox in Massapequa Park, New York, waar haar vader een huis voor haar had gebouwd. Het paar kreeg echter geen huwelijksvergunning, omdat Jorgensens geboorteakte haar als man vermeldde. In een rapport over de verbroken verloving meldde The New York Times dat Knox zijn baan in Washington D.C. was kwijtgeraakt toen zijn verloving met Jorgensen bekend werd.
Nadat haar ouders waren overleden, verhuisde Jorgensen in 1967 naar Californië. In datzelfde jaar publiceerde ze haar autobiografie, waarin ze haar levenservaringen als transgender beschreef. Tijdens de jaren '70 en '80 toerde Jorgensen langs universiteitscampussen en andere locaties om lezingen te geven. Ze gebruikte haar platform om te pleiten voor transgenders. Daarnaast werkte ze als actrice en nachtclubentertainer en nam ze verschillende liedjes op.
In 1989 overleed Jorgensen aan blaas- en longkanker, vier weken voor haar 63ste verjaardag. Haar as werd uitgestrooid in Dana Point.